# Xã Tobyhanna, Quận Monroe, Pennsylvania
Xã Tobyhanna (tiếng Anh: Tobyhanna Township) là một xã thuộc quận Monroe, tiểu bang Pennsylvania, Hoa Kỳ. Năm 2010, dân số của xã này là 8.554 người.